# Élections législatives hongroises de 2010
Les élections législatives hongroises de 2010 (2010-es magyarországi országgyűlési választások) se sont déroulées les 11 et 25 avril 2010, afin d'élire les 386 députés de la sixième législature de l'Assemblée nationale (Országgyűlés). Le scrutin s'est soldé par la large victoire de la Fidesz-Union civique hongroise (Fidesz-MPS) et la déroute du Parti socialiste hongrois (MSZP), au pouvoir depuis 2002.

## Contexte
Peu après les élections de 2006, le Premier ministre socialiste Ferenc Gyurcsány avait reconnu avoir menti sur l'état des finances publiques du pays pour se faire réélire, au cours d'une réunion à huis clos du MSZP. Ses propos se sont par la suite retrouvés sur la place publique, déclenchant d'importantes manifestations se transformant en émeutes et le boycott de l'Assemblée nationale par la Fidesz-MPS.

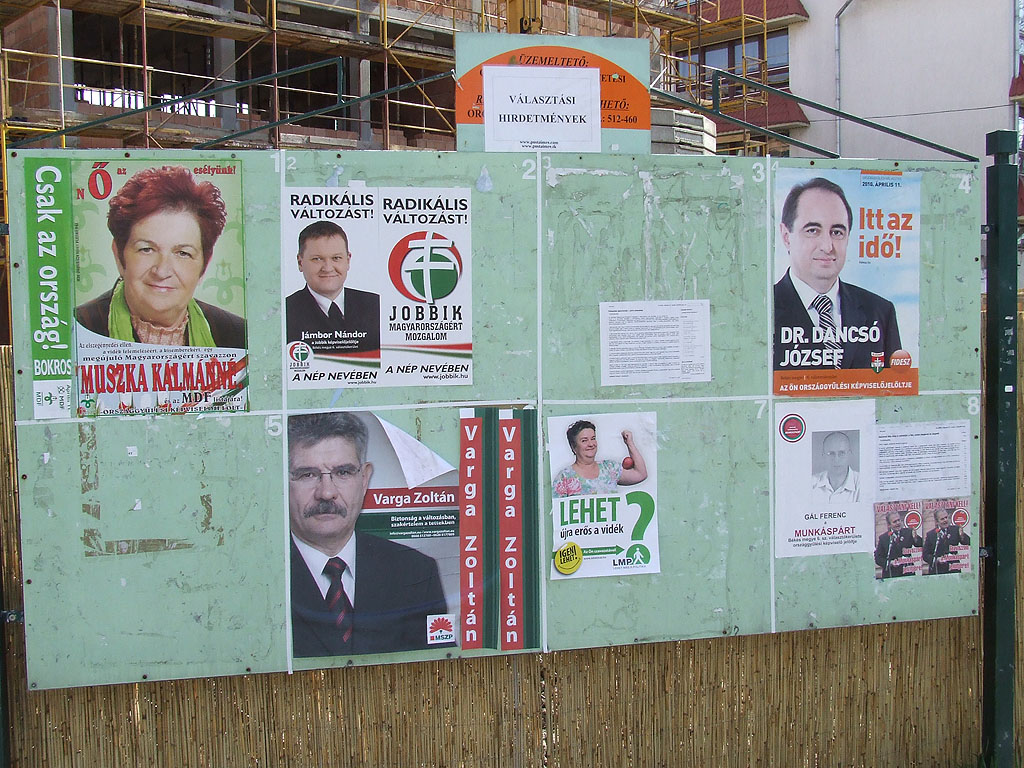
Affiches électorales

Le gouvernement de centre gauche, constitué du MSZP et de l'Alliance des démocrates libres (SZDSZ), avait alors fait adopter un important plan de rigueur budgétaire, dont une partie a ensuite été annulée par référendum d'initiative populaire, ce qui a conduit à la dissolution de la coalition gouvernementale. Le chef du gouvernement a finalement choisi de démissionner, et a été remplacé par le ministre de l'Économie, Gordon Bajnai, un ancien entrepreneur sans étiquette désigné au moyen d'une motion de censure constructive votée par le MSZP, la SZDSZ et le Forum démocrate hongrois (MDF).
La situation économique du pays s'est brutalement détériorée sous l'effet de la crise économique mondiale. La récession s'est établie à 6 % du produit intérieur brut (PIB) en 2009, le taux d'inflation dépassait les 4 %, de même que celui du chômage se maintenait au-dessus de 10 % de la population active, le déficit budgétaire représentant encore 7 % du PIB, et la dette publique 65 %.

## Mode de scrutin
L'Assemblée nationale comprend trois cent quatre-vingt-six députés, élus pour un mandat de quatre ans selon un mode de scrutin mixte, proportionnel et majoritaire, en deux tours et à trois niveaux différents. 176 députés sont élus au scrutin uninominal majoritaire à deux tours, chacun dans une circonscription électorale. En outre, uniquement lors du premier tour, les électeurs votent, dans vingt circonscriptions correspondant aux dix-neuf comitat et à la capitale, Budapest, pour une liste de candidats, les 146 sièges à pourvoir étant répartis à la proportionnelle par circonscription entre les listes ayant franchi le seuil de 5 % des suffrages exprimés. Enfin, les 64 élus restants sont désignés à l'issue du second tour, au niveau national, par utilisation du total national des voix n'ayant pas permis d'élire des candidats, au niveau uninominal ou départemental.

## Principaux partis et chefs de file
| Parti | Parti | Chef de file | Chef de file      | Résultat en 2006 |
| ----- | --- | ------------ | ----------------- | ---------------- |
|       | Parti socialiste hongrois Magyar Szocialista Párt                                                                                   |              | Attila Mesterházy | 186 députés      |
|       | Fidesz-Union civique hongroise - Parti populaire démocrate-chrétien Fidesz – Magyar Polgári Szövetség - Kereszténydemokrata Néppárt |              | Viktor Orbán      | 164 députés      |
|       | Forum démocrate hongrois Magyar Demokrata Fórum                                                                                     |              | Lajos Bokros (en) | 11 députés       |
|       | Mouvement pour une meilleure Hongrie Jobbik Magyarországért Mozgalom                                                                |              | Gábor Vona        | Aucun            |
|       | La politique peut être différente Lehet Más a Politika                                                                              |              | András Schiffer   | Aucun            |

## Résultats

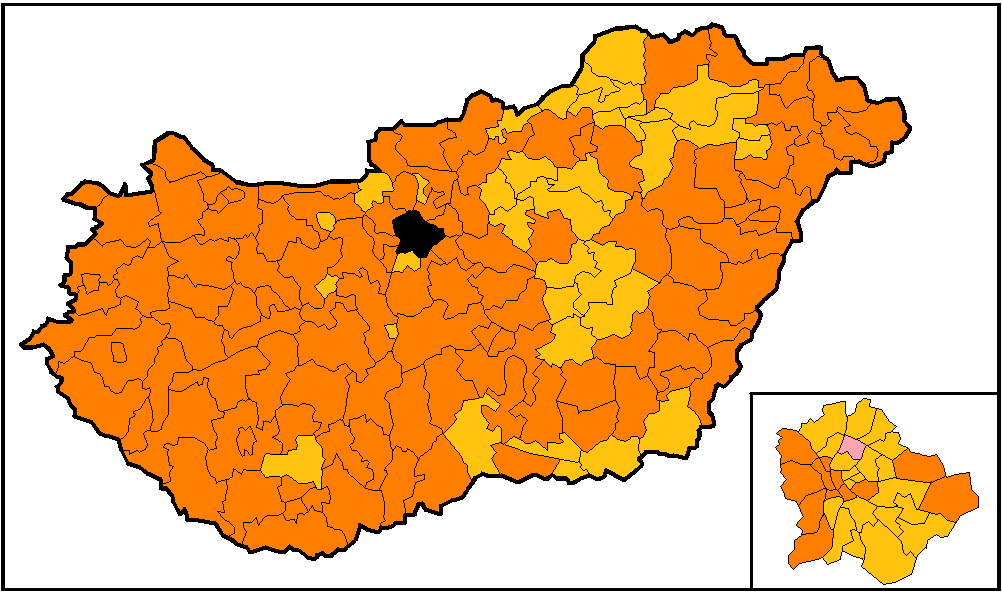
Élections législatives hongroises de 2010, premier tour: candidat en première position:
██ = majorité absolue Fidesz-MPSZ-KDNP(119)
██ = majorité relative Fidesz-MPSZ-KDNP (56)
██ = majorité relative MSZP (1)

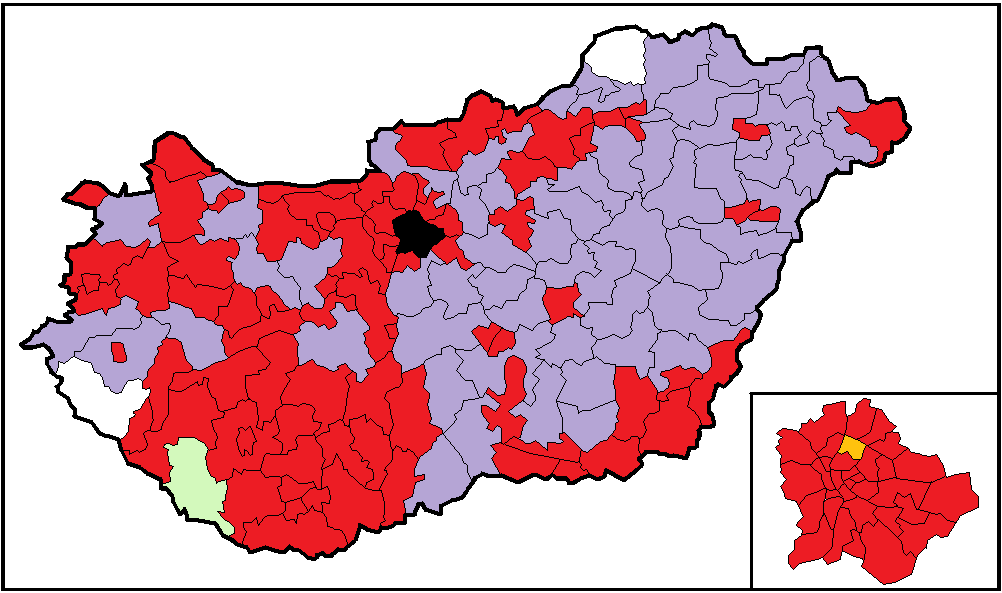
Élections législatives hongroises de 2010, premier tour: candidat en deuxième position
██ = MSZP (112)
██ = Jobbik (60)
██ = Association pour Somogy (1)
██ = Fidesz-MPSZ-KDNP (1)
██ = candidat indépendant (2)

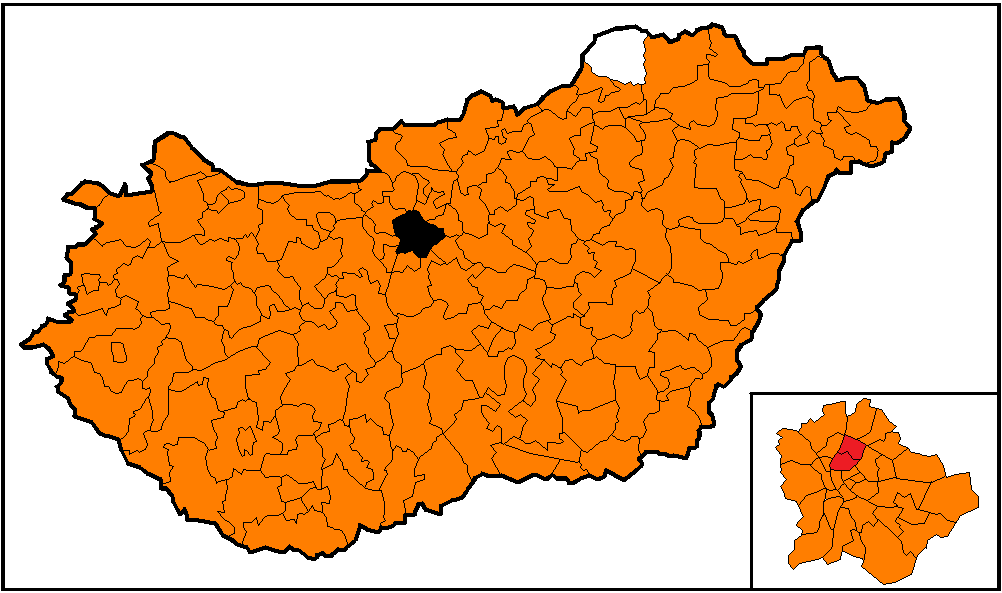
Répartition finale :
██ =Fidesz-MPSZ-KDNP
██ = MSZP

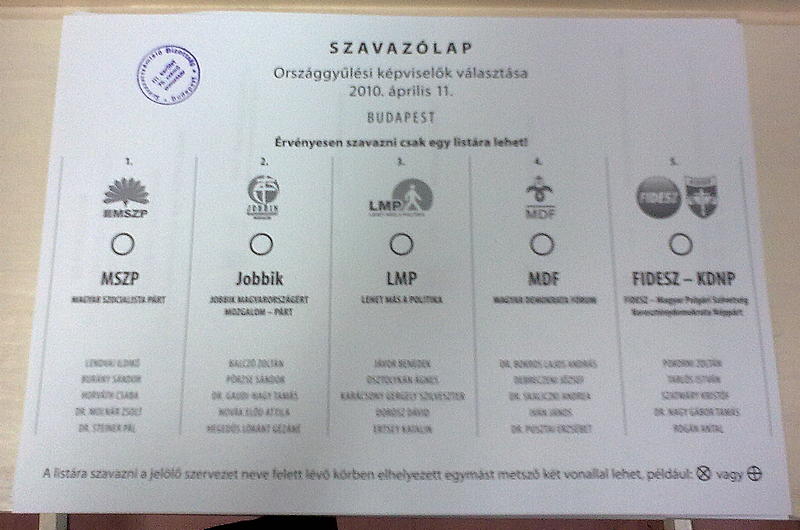
Bulletin de vote

|                        |                                           |                                              |                     |                     |                     |                     |                     |                     |                     |                     |                       |                       |                       |                       |         |              |               |  |
| Partis                 | Partis                                    | Partis                                       | Scrutin majoritaire | Scrutin majoritaire | Scrutin majoritaire | Scrutin majoritaire | Scrutin majoritaire | Scrutin majoritaire | Scrutin majoritaire | Scrutin majoritaire | Scrutin proportionnel | Scrutin proportionnel | Scrutin proportionnel | Scrutin proportionnel | S. Nat. | Total Sièges | +/-           |  |
| Partis                 | Partis                                    | Partis                                       | 1er tour            | 1er tour            | 1er tour            | 2e tour             | 2e tour             | 2e tour             | Total               | +/-                 | Scrutin proportionnel | Scrutin proportionnel | Scrutin proportionnel | Scrutin proportionnel | S. Nat. | Total Sièges | +/-           |  |
| Partis                 | Partis                                    | Partis                                       | Voix                | %                   | S.                  | Voix                | %                   | S.                  | Total               | +/-                 | Voix                  | %                     | +/-                   | S.                    | S. Nat. | Total Sièges | +/-           |  |
|                        |                                           | Fidesz-Union civique hongroise (Fidesz-MPSZ) | 2 732 965           | 53,43               | 119                 | 620 232             | 54,81               | 54                  | 173                 | 105                 | 2 706 292             | 52,73                 | 10,70                 | 87                    | 3       | 227          | 88            |  |
|                        | Parti populaire démocrate-chrétien (KDNP) | 36                                           | 2 732 965           | 53,43               | 119                 | 620 232             | 54,81               | 54                  | 173                 | 105                 | 2 706 292             | 52,73                 | 10,70                 | 87                    | 3       | 11           |               |  |
| Total Fidesz-KDNP      | Total Fidesz-KDNP                         | 263                                          | 2 732 965           | 53,43               | 119                 | 620 232             | 54,81               | 54                  | 173                 | 105                 | 2 706 292             | 52,73                 | 10,70                 | 87                    | 3       | 99           |               |  |
|                        | Parti socialiste hongrois (MSZP)          | Parti socialiste hongrois (MSZP)             | 1 088 374           | 21,29               | 0                   | 326 361             | 28,31               | 2                   | 2                   | 100                 | 990 428               | 19,30                 | 23,91                 | 28                    | 29      | 59           | 131           |  |
|                        | Jobbik                                    | Jobbik                                       | 836 774             | 16,36               | 0                   | 141 415             | 12,27               | 0                   | 0                   | en stagnation       | 855 436               | 16,67                 | 14,47                 | 26                    | 21      | 47           | 47            |  |
|                        | La politique peut être différente (LMP)   | La politique peut être différente (LMP)      | 259 220             | 5,07                | 0                   | 43 437              | 3,77                | 0                   | 0                   | en stagnation       | 383 876               | 7,48                  | Nv.                   | 5                     | 11      | 16           | 16            |  |
|                        | Forum démocrate hongrois (MDF)            | Forum démocrate hongrois (MDF)               | 72 768              | 1,42                | 0                   |                     |                     |                     | 0                   | en stagnation       | 136 895               | 2,67                  | 2,37                  | 0                     | 0       | 0            | 11            |  |
|                        | Mouvement civil (MC)                      | Mouvement civil (MC)                         | 34 938              | 0,68                | 0                   |                     |                     |                     | 0                   | en stagnation       | 45 863                | 0,89                  | Nv.                   | 0                     | 0       | 0            | en stagnation |  |
|                        | Alliance des démocrates libres (SZDSZ)    | Alliance des démocrates libres (SZDSZ)       | 12 652              | 0,25                | 0                   |                     |                     |                     | 0                   | 5                   |                       |                       |                       |                       |         | 0            | 20            |  |
|                        | Association pour Somogy (SE)              | Association pour Somogy (SE)                 | 7 470               | 0,15                | 0                   |                     |                     |                     | 0                   | 1                   |                       |                       |                       |                       |         | 0            | 1             |  |
|                        | Autres partis                             | Autres partis                                | 25 046              | 0,49                | 0                   |                     |                     |                     | 0                   | –                   | 13 741                | 0,27                  | –                     | 0                     | 0       | 0            | –             |  |
|                        | Indépendants                              | Indépendants                                 | 33 702              | 0,66                | 0                   | 12 452              | 1,08                | 1                   | 1                   | 1                   |                       |                       |                       |                       |         | 1            | 1             |  |
|                        |                                           |                                              |                     |                     |                     |                     |                     |                     |                     |                     |                       |                       |                       |                       |         |              |               |  |
| Suffrages exprimés     | Suffrages exprimés                        | Suffrages exprimés                           | 5 114 570           | 98,89               |                     | 1 152 693           | 99,36               |                     |                     |                     | 5 132 531             | 99,23                 |                       |                       |         |              |               |  |
| Votes invalides        | Votes invalides                           | Votes invalides                              | 57 652              | 1,11                | 7 424               | 0,64                | 39 691              | 0,77                |                     |                     |                       |                       |                       |                       |         |              |               |  |
| Total                  | Total                                     | Total                                        | 5 172 222           | 100                 | 119                 | 1 160 117           | 100                 | 57                  | 176                 | en stagnation       | 5 172 222             | 100                   | –                     | 146                   | 64      | 386          | en stagnation |  |
| Abstention             | Abstention                                | Abstention                                   | 2 862 172           | 35,62               |                     | 1 325 994           | 53,34               |                     |                     |                     | 2 862 172             | 35,62                 |                       |                       |         |              |               |  |
| Inscrits/Participation | Inscrits/Participation                    | Inscrits/Participation                       | 8 034 394           | 64,38               | 2 486 111           | 46,66               | 8 034 394           | 64,38               |                     |                     |                       |                       |                       |                       |         |              |               |  |

|  |  |  |  |

## Analyse
À l'occasion de ce scrutin, la Hongrie prend un brusque virage à droite avec l'écrasante victoire de la Fidesz-Union civique hongroise de l'ancien Premier ministre, Viktor Orbán, qui dépasse la majorité des deux tiers nécessaire pour procéder à des révisions constitutionnelles. Ce sentiment est confirmé au vu du score du Mouvement pour une meilleure Hongrie, formation d'extrême droite qui réalise une percée fulgurante et talonne le Parti socialiste hongrois. Celui-ci, malgré sa tentative de renouvellement en présentant un jeune chef de file n'étant pas impliqué dans les scandales de la majorité sortante, n'a pu éviter une terrible déroute en perdant plus des deux tiers de ses élus, payant le prix de la rigueur budgétaire, des difficultés économiques et des mensonges de Ferenc Gyurcsány. La surprise vient en revanche du parti écologiste et libéral La politique peut être différente, qui réussit son entrée au Parlement, que quittent en revanche les libéraux de l'Alliance des démocrates libres.

## Conséquences
À la suite de ces élections, Viktor Orbán a de nouveau été appelé à former le gouvernement, constituant son cabinet le 29 mai. L'une de ses premières mesures a été d'octroyer le droit à un passeport et à la nationalité hongroise à la diaspora dispersée dans les pays voisins, entraînant de féroces critiques de la part du gouvernement de Slovaquie notamment. Quelques mois après le scrutin, le président de l'Assemblée, Pál Schmitt, a été facilement élu à la présidence de la République du fait de la majorité qualifiée détenue par son parti, la Fidesz.